# Баин-Цаганское сражение
Баин-Цаганское сражение, или Сражение у горы Баин-Цаган, или Баин-Цаганское побоище — встречное сражение между советскими и японскими войсками в ходе конфликта на реке Халхин-Гол, происходившее 2—5 июля 1939 года. Первое крупное танковое сражение в истории Красной Армии. Окончилось победой советских войск. 

## План японского командования
К середине июня 1939 года обстановка в зоне конфликта в целом стабилизировалась, хотя обе стороны и периодически атаковали друг друга, а в воздухе шли крупномасштабные воздушные бои. Линия фронта проходила вдоль реки Халхин-Гол, местами непосредственно по руслу реки, в ряде мест советские войска удерживали крупные плацдармы на восточном берегу реки. Для перелома ситуации в штабе Квантунской армии был разработан план операции под названием «Второй период номонханского инцидента». 
Японское командование планировало сильной ударной группировкой переправиться через Халхин-Гол на северном участке фронта у горы Баин-Цаган (гора находилась на западном берегу Халхин-Гола) и выйти с севера в тыл советско-монгольских частей. Одновременно с этим сковывающая группа должна была атаковать противника на восточном берегу реки. В результате планировалось окружить и уничтожить советско-монгольские части в районе Халхин-Гола. В операции были задействованы 23-я пехотная дивизия полностью, 2 пехотных полка 7-й пехотной дивизии, кавалерийская дивизия Маньчжоу-го, два танковых, артиллерийский и инженерный полки.
Для форсирования Халхин-Гола была создана ударная группа под командованием генерал-майора Коити Кобаяси: 23-я пехотная дивизия почти в полном составе части (71 и 72-й пехотные полки, батальон 64-го пехотного полка, 23-й разведывательный отряд, 23-й инженерный полк, 13-й полк полевой артиллерии), а также 26-й пехотный полк 7-й пехотной дивизии, 1-й отдельный полк полевой артиллерии. Группа имела задачу переправится на западный берег Халхин-Гола и выйти в тыл советско-монгольским частям.
Сковывающая группа (командующий — командир 1-й механизированной бригады генерал-лейтенанта Масаоми Ясуока) включала в себя 3-й и 4-й танковые полки, 64-й пехотный полк (без одного батальона) и 28-й пехотный полк (оба из состава 7-й пехотной дивизии), дивизион 13-го полка полевой артиллерии, 24-й инженерный полк из состава 7-й пехотной дивизии, кавалерийская дивизия армии Маньчжоу-го.
Руководство операцией было возложено на командира 23-й пехотной дивизии генерала Мититаро Комацубару. Под его командованием находилось 21 953 японских солдат, около 2 000 человек маньчжурской кавалерии, 124 орудия (из них 32 противотанковых) и 87 танков. 
Японцы исходили из ошибочных данных, что в предполагаемом месте форсирования находятся только монгольские части, а советские войска готовятся к отходу с восточного берега Халхин-Гола на западный.

## Бои на восточном берегу реки 2—3 июля 1939 года
29 июня части сковывающей группы Ясуока начали выдвижение на исходный рубеж. Утром 2 июля части 64-го японского пехотного полка атаковали позиции советского 149-го мотострелкового полка (командир майор И. М. Ремизов) на восточном берегу Халхин-Гола. Сначала им удалось незначительно продвинуться вперёд, но затем японцы попали под сосредоточенный огонь орудий двух советских артиллерийских полков (175-й и 185-й) с левого берега Халхин-Гола. Практически весь день японцы провели под советским огнём и только в 20:00 2 июля 3-й и 4-й японские танковые полки (41 и 45 танков соответственно) пошли в атаку. Поддерживающий танкистов 64-й пехотный полк сразу отстал от танков, залёг под советским огнём и так и не сумел помочь своим танкам. Около 2 ночи часов 3 июля генерал Ясуока отдал приказ танкистам отойти на исходные позиции. Максимальное продвижение японцев в этот день составило 2-3 километра. Японцы признали потерю в 1 танк, 23 убитых и 10 раненых, заявив об уничтожении 4 артиллерийских батарей, 7 противотанковых орудий, 10 бронемашин, 5 миномётов и 150 человек. Советское командование заявило о более чем 10 подбитых японских танках и 1 захваченном исправном танке. Позднее в мемуарах число японских потерь значительно выросло.

## Операции на западном берегу ночью 2 и утром 3 июля
Командование советского 57-го особого корпуса (командир комдив Г. К. Жуков) предполагало переход японцев в наступление, но не вскрыло сосредоточение японских группировок и направление их главного удара. Получив данные об атаке группы генерала Ясуоки, Жуков решил, что началось ожидавшееся им японское наступление. Он принял решение нанести по группе Ясуоки фланговый удар. 
Для этого были выделены почти все имеющиеся резервы. Получили приказ о марше в район боя 9-я мотоброневая бригада, 11-я танковая бригада, 24-й мотострелковый полк, 7-я мотоброневая бригада. С ними должна была взаимодействовать занимавшая оборону в районе Баин-Цагана 6-я кавалерийская дивизия МНРА. В ночь на 3 июля советские войска были подняты по тревоге и начали марш, им предстояло пройти от 70 до 120 километров. 
Отдавая эти приказы, Жуков не знал, что в 3:15 3 июля первые части японцев начали переправу через Халхин-Гол и к утру закрепились на горе Баин-Цаган на западном берегу реки, взяв под свой контроль с неё значительную часть территории и фактически нарушив оборону советско-монгольских войск на западном берегу Халхин-Гола. Был построен понтонный мост через реку, по которому в первую очередь стала переправляться противотанковая артиллерия. В течение дня на западный берег было переправлено около 8 000 японских солдат и офицеров, не менее 30 артиллерийских орудий, несколько бронемашин, автотранспорт (танки не переправлялись из-за просчёта генерала Комацубары — уже в ходе переправы оказалось, что наведённый понтонный мост вес танков не выдерживает, а бродов через реку Халхин-Гол в этом районе нет, река для переправы танков по дну очень глубока).
На рассвете 3 июля внезапно для себя на японцев напоролся 15-й кавалерийский полк 6-й кавалерийской дивизии МНРА, который выполнял приказ Жукова и двигался по дороге через гору Баин-Цаган в район южнее неё на место предполагаемой встречи с советскими бронетанковыми частями. Усилив полк бронедивизионом, командир монгольской дивизии приказал атаковать японцев, но атака была сорвана японской авиацией — кавалеристы были рассеяны по степи с потерями. Советское командование о всех этих событиях не знало.

## Битва у горы Баин-Цаган днём 3 июля

### Прелюдия
Информация об японском прорыве на западный берег была получена случайно: около 7 часов утра 3 июля отряд советской 8-й мотоброневой бригады столкнулся с японским разведотрядом южнее горы Баин-Цаган, атаковал противника и обратил в бегство, уничтожив 4 японских бронемашины. Экипаж одной из них был захвачен в плен, где пленные рассказали о ночной переправе, но не сообщили о численности переправившихся войск. 
Получив доклад об этом, Г. К. Жуков немедленно перенацелил двигающиеся к Халхин-Голу бронечасти на атаку японского плацдарма. При этом было неизвестно, какие силы переправились на западный берег, и Жуков полагал, что за столь короткий срок японцы не успеют создать прочной обороны. Поэтому было приказано атаковать по мере подхода каждого подразделения к плацдарму. Разведки японцев не производилось.
Дальнейшие события происходили так:
- около 8:15 3 июля часть сил 2-го танкового батальона 11-й танковой бригады (8 танков) командованием старшего лейтенанта Филатова атаковали позиции 71-го пехотного полка японцев. Потери японцев — одно противотанковое орудие. Потери советских войск — уничтожено 2 танка БТ-5, остальные 6 танков подбиты, убиты 6 танкистов (в том числе и сам Филатов), 4 ранено, 1 пропал без вести;

- около 8:45 атакуют остальные силы 2-го танкового батальона 11-й танковой бригады (командир батальона капитан К. Н. Абрамов) и снова неполным составом — 8 танков БТ-5 ему было приказано выделить для переправы на восточный берег. В атаку пошли 15 танков БТ-5 и 5 огнемётных танков ХТ-26. Танкисты несколько раз ходили в атаку против 71-го японского пехотного полка и остановили его продвижение к главной переправе советских войск через реку, но ценой больших потерь: сгорело 7 танков БТ-5 и 5 танков ХТ-26, подбито 2 танка БТ-5, 12 человек убито и 9 ранено.

Получив доклад об этих боях и поняв наконец-то из него, что на западном берегу действует уже крупная группировка японцев, Жуков решительно развернул против неё все бывшие в его распоряжении силы, приказав ударом 11-й танковой бригады с севера, 24-м мотострелковым полком с северо-запада и запада и 7-й мотоброневой бригадой с юга окружить и уничтожить противника. Атака назначена на 11 часов 3 июля. План был решительный и смелый, но имел два существенных изъяна: первый — расположение японских позиций установить так и не удалось, второй — совместный удар в назначенное время был неосуществим в принципе (получившие приказ части находились на разном расстоянии от исходных рубежей и им совершенно не выделялось время на подготовку атаки). В результате всё дальнейшее сражение вылилось в серию разрозненных советских атак.

### Первая атака
1-й танковый батальон (44 танка БТ-5, командир майор Г.М. Михайлов) 11-й танковой бригады (командир бригады комбриг М.П. Яковлев) развернулся в боевой порядок и пошёл в атаку с северо-запада к 11:30. Не имея сведений о противнике, Яковлев приказал атаковать на больших скоростях (45—50 км/ч), чтобы избежать прицельного огня японской артиллерии. Батальон ворвался на передний край японцев и несколько часов вёл бой, уничтожая противника огнём и гусеницами. Не поддержанный своей пехотой и артиллерией, к 16:00 батальон вышел в район сбора. Потери составили 20 сожжённых танков.
Примерно в это же время с запада атаковал 3-й танковый батальон этой же бригады (50 танков БТ-5, командир капитан С.В. Канавин). Японская оборона была прорвана, отдельные советские танки даже выходили на рубеж прямого выстрела к японской переправе, но без поддержки пехоты в глубине японской обороны несли большие потери. Против танкистов были брошены в бой 26-й, 64-й и 72-й пехотные полки японцев. К 15:00 батальон вышел из боя. Сгорело 20 танков, было подбито 11, 10 человек убито и 23 пропало без вести.
Эта танковая атака произвела большое впечатление: по докладу одного из японских офицеров, он был атакован сотнями танков, насчитал 500, потом сбился со счёту и доложил, что в атаку идут не меньше 1000 советских танков.

### Вторая атака
Пока шёл этот бой, командир 6-й кавалерийской дивизии МНРА полковник Л. Дандар сумел привести в порядок 15-й кавалерийский полк своей дивизии и около 12 часов этот полк вновь перешёл в атаку. Атака оказалась неудачной — артиллерийским огнём и авиацией противника полк вновь был рассеян по полю. Более успешно действовал броневой дивизион 6-й монгольской кавалерийской дивизии, который ходил в атаку на японцев противника самостоятельно и затем совместно с танками 11-й танковой бригады. Потери этого бронедивизиона составили 5 бронемашин.
Также около 12 часов японские части с юга самостоятельно атаковал бронедивизион 8-й монгольской кавалерийской дивизии. Его потери составили 3 бронемашины.

### Третья атака
Подразделения 24-го мотострелкового полка (майор И. Федюнинский) во время марша сбились с пути и смогли перейти в атаку только в 13:00. Вслед за полком вдоль берега реки Халхин-Гол японцев атаковали основные силы 6-й кавалерийской дивизии МНРА (без 15-го кавполка). Эти части несколько часов вели бой, сковав большие силы японцев.

### Четвёртая атака
Примерно в 15:00 подошёл 247-й автоброневой батальон (50 бронемашин БА-6 и БА-10) 7-й мотоброневой бригады (командир бригады — полковник А. Л. Лесовой), который сразу после 150-километрового марша был брошен в бой. Атака была очень неудачной — идущие в плотных боевых порядках бронемашины были встречены организованным огнём противотанковой артиллерии японского 72-го пехотного полка и понесли большие потери. Бой шёл менее часа и за это время сгорело 20 броневиков, 13 были подбиты, 57 человек убито, 26 ранено, 2 пропали без вести.

### Пятая атака
В 19 часов прибывший в район сражения Г. К. Жуков организовал общую атаку противника в районе горы Баин-Цаган силами наименее пострадавших частей. В бой пошли 24-й мотострелковый полк (в том числе разведрота полка — 5 танков БТ-5), 6 танков ХТ-26 из состава 11-й танковой бригады, части 7-й мотоброневой бригады, спешенный эскадрон 8-й кавалерийской дивизии МНРА (100 человек и 4 станковых пулемёта), монгольский бронедивизион этой же дивизии. Японцы отбили и эту атаку (точные потери атакующих в ней не установлены). В этом бою хорошо показали себя спешенный эскадрон и бронедивизион 8-й монгольской кавалерийской дивизии.

### Итог дня
Вопреки многим советским публикациям и утверждениям самого Г. К. Жукова, окружить японские войска на западном берегу Халхин-Гола не удалось, а вместо операции на окружение с советской стороны была проведена серия разрозненных и неподготовленных атак без взаимодействия атакующих. Только за счёт героизма советских и монгольских танкистов и их высокого уровня подготовки (все бригады были кадровые, имели хорошую подготовку и большой опыт освоения своих танков) удалось достигнуть главной цели — японское командование под градом ударов растерялось. Генерал Комацубара не ожидал стремительного появления крупных советских сил на Баин-Цагане и решил, что это только передовые отряды, за которыми в район сражения в ближайшее время прибудут пехота, артиллерия и кавалерия. Это решение было ошибочным — других резервов у Жукова не было. Придя к выводу, что операция развивается не по плану, Комацубара вечером 3 июля отдал приказ на эвакуацию войск с плацдарма. 
Основная тяжесть сражения 3 июля выпала на 11-ю танковую бригаду, которая понесла колоссальные потери: из 133 пошедших утром в бой танков было потеряно 77 машин (часть их позднее была отремонтирована и возвращена в строй). Потери механизированных частей составили 37 бронемашин из 59, два монгольских бронедивизиона потеряли 8 бронемашин.
В ходе сражения обе стороны задействовали авиацию. Однако и у советских войск и у японцев её действия были слабо увязаны с действиями сухопутных войск. Произошла серия групповых воздушных боёв (с потерями для обеих сторон), а отдельные советские истребители штурмовали наземные цели у Баин-Цагана, но всё это носило спонтанный характер. Даже воздушную разведку противника, эффективную в условиях голой степи, ни та ни другая сторона не организовала. 
Жуков доложил в Москву, что ударом с трёх сторон противник у Баин-Цагана окружён, ошеломлён, деморализован и в панике отступает.

## Завершение сражения 4 и 5 июля
Японские войска под прикрытием 71-го пехотного полка, усиленного артиллерией, днём 4 июля начали отход и обратную переправу по единственному мосту на восточный берег. Советские танковые части, понёсшие накануне большие потери, утратили боеспособность и не могли преследовать противника (11-я танковая и 7-я мотоброневые бригады 4 июля в атаках не участвовали, но часть танков была укрыта в глубоких окопах и вела с места артиллерийской огонь по японским позициям, поддерживая тем самым мотострелков). 
Активный атакующий бой вёл только один советский 24-й мотострелковый полк, значительно уступавший в силах отбивавшимся от него 26-му и 71-му пехотным полкам японцев. В ходе боя японцы провели ряд контратак. Тем не менее, к исходу дня японский плацдарм значительно сократился по площади.
По японской переправе вели огонь 2 единственных бывших в этом районе советских артиллерийских полка (175-й и 185-й), он подвергался атакам советской авиации. Именно в районе переправы в этот день японцы понесли наибольшие потери при разрывах снарядов и бомб в толпах солдат и техники у переправы, хотя ни одного прямого попадания в мост добиться не удалось. Уничтожение единственной японской переправы дало бы возможность советскому командованию полностью уничтожить всю ударную японскую группировку, но этот шанс был упущен.
Три налёта советской авиации на переправу были встречены в воздухе японскими истребителями, которым удалось сорвать прицельное бомбометание. 4 июля в воздушных боях над переправой были сбиты 2 бомбардировщика СБ и 1 истребитель, ещё несколько самолётов получили повреждения (в докладах японских пилотов эти победы «превратились» в 46 сбитых советских машин). Были потери и у японцев (по советским данным, 11 истребителей, но возможно и эта цифра завышена).
Около 6 часов утра 5 июля последние японские части прибыли на восточный берег, после чего мост был взорван. 

## Бои на восточном берегу 3-4 июля 1939 года против сковывающей группы японцев
3 июля, одновременно с наступлением ударной группы генерала Кобаяси, на восточном берегу Халхин-Голе возобновила атаку сковывающая группа генерала Ясуока. Основной ударной силой японцев были 3 и 4-й танковые полки. Им противостояли не только советские пехотные, но и танковые части (8 танков БТ-5 капитана М. А. Лукина из состава 2-го батальона 11-й танковой бригады, а также бронеавтомобили 9-й мотоброневой бригады). Произошли единственные за весь период боёв на Халхин-Голе бои советских и японских танков.
В 12:00 танки капитана Лукина вступили в бой с атакующими машинами 3-го японского танкового полка Квантунской армии и за день боя ценой потери 3 подбитых танков БТ-5 они уничтожили 7 японских танков (ещё 1 повреждённый японский танк был прибуксирован в расположение наших войск). Особенно успешно действовали бойцы 9-й мотоброневой бригады: её бронеавтомобили встретили атаки японцев на заранее подготовленных укрытых позициях и огнём с места подбили 19 японских танков, как утверждается — без потерь с советской стороны. 
За сутки боя на восточном берегу Халхин-Гола японцам удалось всего лишь незначительно потеснить один батальон 149-го мотострелкового полка.
4 июля атаки японцев здесь также продолжались, но были весьма слабыми и без всяких результатов. В течение дня был сожжён 1 японский танк и 3 советских танка получили повреждения. На этом боевые действия на этом участке прекратились.
На восточном берегу японские танковые части понесли большие потери: два японских танковых полка из своих 73 танков потеряли 41 танк, из них 13 уничтожено, 11 танков отправлено на ремонт в тыл и 17 отремонтировано в полевых условиях. Были большими потери и в личном составе: в 3-м танковом полку из 376 человек было убито 42 (в числе убитых был и командир 3-го танкового полка полковник Ёсимару), 20 ранено и 2 пропало без вести; в 4-м танковом полку из 565 человек погибло 28, ранено 44 и 3 пропало без вести. 
В своих донесениях японские танкисты заявили о 66 подбитых советских танках (из реально противостоящих им 8 танков БТ-5, из которых подбиты были только 3) и 20 бронеавтомобилях.

## Итоги сражения
В советской историографии результат сражения у горы Баин-Цаган обычно представлялся выдающейся победой, в ходе которой «противник потерял тысячи солдат и офицеров, а также огромное количество вооружения и боевой техники, брошенной здесь». Например: «В результате неординарных боевых решений военачальника Г. К. Жукова японские войска у горы Баян-Цаган оказались наголову разгромленными и к утру 5 июля их сопротивление оказалось сломленным. На горных склонах погибло более 10 тысяч неприятельских солдат и офицеров». 
Однако реальные потери японцев были значительно меньше. По официальным данным штаба Квантунской армии, потери группы Кобаяси составили около 800 человек убитыми и ранеными (из 8000 переправившихся на западный берег). По данным монгольского военного историка Дэндэвсурэнгийна Гомбосурэна, их потери составили около 1300 человек убитыми и ранеными.
Потери советских войск были велики в технике, но в живой силе оказались примерно равны с японскими. В танковых частях они составили 200-300 убитых (достоверно известно только по 11 тбр — 135 погибших), а 24-й мотострелковый полк за 3-5 июля потерял 63 убитых и 128 раненых.
Потери сторон в авиации составили 32 японских и 20 советских самолётов.
В ходе сражения и японское и советское командование допустило целый ряд крупных ошибок (прежде всего — крайне плохая разведка противника каждой из сторон, плохое взаимодействие танков с пехотой и артиллерией на поле боя, неэффективное использование имеющихся крупных сил авиации). Японское командование упустило реальный шанс нанести тяжёлое поражение советским войскам и уничтожить ударом с тыла все советские плацдармы на восточном берегу Халхин-Гола, а советское командование — шанс полностью истребить ударную группу генерала Комацубары. Поспешные решения стали причиной тяжёлых потерь советской стороны в танках, а японской — в людях (хотя и в танковых частях в группе генерала Ясуока уровень потерянных танков был практически равен уровню потерь советских танков на западном берегу — 56 % и 57 % соответственно).
Личный состав обеих сторон, по взаимному признанию противников, действовал умело и отважно. Советские танкисты проявляли массовый героизм в атаках и в крайне невыгодном для себя бою на вражеских позициях на западном берегу реки и стойко отражали атаки японцев на восточном берегу. Японские солдаты также отважно оборонялись в своих наспех подготовленных окопах (очень много советских танков было сожжено и подбито не артиллерийским огнём, а пехотинцами с помощью гранат и бутылок с горючей смесью). Число захваченных каждой стороной пленных исчислялось единицами: раненые и окружённые бойцы вели бой до последнего патрона, часто вступая в рукопашные схватки. Участники сражения в своих воспоминаниях единодушно подчёркивают исключительно яростный накал этого боя. 
Но в целом операция, носившая характер внезапного встречного сражения, завершилась решительной победой советских войск. Японское командование утратило инициативу ведения боевых действий. Советское же командование получило большой опыт и сделало ценные выводы для победного завершения боевых действий на Халхин-Голе.

## Память
На горе Баин-Цаган установлены памятники воинам 11-й танковой бригады (танк на постаменте) и 24-го мотострелкового полка (обелиск на братской могиле).